# Савино (Бологовское городское поселение)
Са́вино — деревня в Бологовском районе Тверской области. В составе городского поселения город Бологое.
Расположена в 13 километрах к юго-востоку от центра города Бологое. В двадцати минутах ходьбы (1,5 км) от железнодорожной станции Бочановка на участке Бологое — Тверь главного хода Октябрьской железной дороги.
В деревне 110 дворов, население около 200 человек. Деревня расположена на возвышенности и разделена на три луча: Узенький край, Озёрный край и Кукунин край. По деревне проходит грунтовая дорога, соединяющая город Бологое с железнодорожным переездом (демонтирован). В 5 км от Савино находится лесное озеро Лобынок. В деревне есть внутренний водоём — родниковое озеро Савинское.

## История
В середине XIX-начале XX века деревня Савино относилась к Хотиловской волости Валдайского уезда Новгородской губернии. По данным на 1909 год деревня имела 495 жителей при 105 дворах.
В деревне родился Герой Советского Союза Гавриил Лашков.